# Nichijou – Das ganz normale Leben
Nichijou – Das ganz normale Leben (jap. 日常, Nichijō, dt. „Alltag“) ist eine von Keiichi Arawi geschriebene und gezeichnete Gag-Manga-Reihe. Sie erschien nach einem kurzen Vorlauf von Oktober 2006 bis Oktober 2015 in dem von Kadokawa Shoten herausgegebenen Magazin Shōnen Ace. Ebenso wurde sie für etwa ein Jahr im Magazin Comptiq sowie für zwei Jahre (mit Unterbrechungen) im Magazin 4-Koma Nano Ace veröffentlicht. Seit 2021 wird die Reihe fortgesetzt.
Aufbauend auf dem Manga entstand eine OVA sowie die gleichnamige Anime-Fernsehserie Nichijou, die von Kyōto Animation produziert wurde und im April 2011 mit der Erstausstrahlung begann.

## Handlung
Im Mittelpunkt der Handlung stehen mehrere verschiedene Charaktere, die unterschiedlichste und zumeist recht ungewöhnliche Verhaltensweisen an den Tag legen. Entgegen dem Titel der Manga-Reihe entstehen dabei zahlreiche Situationen, die alles andere als alltäglich sind. Zum engeren Zentrum der Charaktere gehören drei Schülerinnen. Dies sind die überaus energetische Yūko Aioi (相生 祐子, Aioi Yūko), die freundliche und aufmerksame Mio Naganohara (長野原 みお, Naganohara Mio) und die sehr zurückhaltende und stille Mai Minakami (水上 麻衣, Minakami Mai), die es aber faustdick hinter den Ohren hat. Als zweite Gruppe von Hauptfiguren etablieren sich das Robotermädchen Nano Shinonome (東雲 なの, Shinonome Nano), ihre junge Erbauerin, die nur als Doktor (はかせ, Hakase), benannt wird, und die sprechende Katze Sakamoto (阪本).

## Entstehung und Veröffentlichung

### Manga
Nichijou begann als eine von Keiichi Arawi gezeichnete und geschriebene Gag-Manga-Reihe, bei der sich die reguläre Seitengestaltung mit der eines Yonkoma abwechselt. Dabei war zunächst nur die Veröffentlichung einiger Kapitel geplant, die von den Ausgaben 5/2006 bis 10/2006 vom 26. März bzw. August im von Kadokawa Shoten herausgegebenen Magazin Shōnen Ace erschienen. Ab Ausgabe 12/2006 vom 26. Oktober begann jedoch die regelmäßige Veröffentlichung im Magazin. Zwischenzeitlich erschien die Reihe vom März 2007 bis Juli 2008 zusätzlich im Magazin Comptiq, welches ebenfalls von Kadokawa Shoten herausgegeben wird, sowie im Magazin 4-Koma Nano Ace, und zwar (mit Unterbrechungen) von der Erstausgabe (Vol. 1) vom 9. März 2011 bis zur Ausgabe 10/2013 vom 9. September 2013, mit der das Magazin eingestellt wurde.
Eine erste Zusammenfassung als Tankōbon erschien am 26. Juli 2007. In Ausgabe 10/2015 von Shōnen Ace, die am 26. August erschien, wurde bekannt gegeben, dass der Manga mit dem Erscheinen des 10. Tankōbon enden soll. Das vorerst letzte Kapitel im Magazin wurde zwei Monate später in Ausgabe 12/2015 gedruckt. Das 10. Tankōbon erschien am 10. Dezember 2015 in einer Sonderausgabe mit einem Zusatzband mit noch unveröffentlichten Material; die normale Ausgabe folgte am 26. Dezember 2015. Seit Oktober 2021 wird die Reihe im Monthly Shōnen Ace fortgesetzt.
- Bd. 01: ISBN 978-4-04-713949-7, 26. Juli 2007
- Bd. 02: ISBN 978-4-04-713980-0, 26. Oktober 2007
- Bd. 03: ISBN 978-4-04-715089-8, 26. Juli 2008
- Bd. 04: ISBN 978-4-04-715171-0, 26. Januar 2009
- Bd. 05: ISBN 978-4-04-715311-0, 26. Oktober 2009
- Bd. 06: ISBN 978-4-04-715651-7, 26. März 2011 (Limitierte Auflage: ISBN 978-4-04-900804-3, 12. März 2011)
- Bd. 07: ISBN 978-4-04-120025-4, 26. Oktober 2011
- Bd. 08: ISBN 978-4-04-120456-6, 26. Oktober 2012
- Bd. 09: ISBN 978-4-04-120880-9, 10. Dezember 2013
- Bd. 10: ISBN 978-4-04-103335-7, 26. Dezember 2015[4] (Sonderausgabe: ISBN 978-4-04-103571-9, 10. Dezember 2015[5])
- Bd. 11: ISBN 978-4-04-113263-0, 26. Dezember 2022
- Bd. 12: ISBN 978-4-04-115620-9, 25. Oktober 2024

Auf Deutsch erscheint die Serie seit April 2023 in bisher zwölf Bänden bei Egmont Manga (Stand Juli 2025). Die Übersetzung stammt von Claudia Peter.

### Anime
Aufbauend auf dem Manga entstand die gleichnamige Anime-Fernsehserie Nichijou, die animiert von Kyōto Animation unter der Regie von Tatsuya Ishihara entstand. Noch vor der regulären Ausstrahlung wurde die OVA Nichijou Episode 0 zusammen mit der Sonderausgabe des 6. Manga-Bandes am 12. März 2011 veröffentlicht, die als Einstimmung auf die Fernsehserie produziert wurde.
Die Erstausstrahlung der Serie begann in der Nacht des 3. April 2011 (und damit an vorherigen Fernsehtag) auf dem Sender TV Aichi. In den folgenden Tagen lief die Serie ebenfalls auf den Sendern Smile Channel, Chiba TV, TV Saitama, KBS, TV Kanagawa, Shinhiroshima Telecasting, Sun-TV, Tokyo MX, MRO, GTV, FBC, TVQ Kyushu, TV Setouchi, TV Hokkaido, Tulip Television und TBC an. Als Simulcast erschien die Serie mit englischen Untertiteln ebenfalls bei Crunchyroll unter dem Titel My Ordinary Life bzw. im Vereinigten Königreich bei Anime on Demand.

#### Synchronisation
| Rolle            | Japanischer Sprecher (Seiyū) |
| ---------------- | ---------------------------- |
| Yūko Aioi        | Mariko Honda                 |
| Mio Naganohara   | Mai Aizawa                   |
| Mai Minakami     | Misuzu Togashi               |
| Nano Shinonome   | Shizuka Furuya               |
| Doktor           | Hiromi Konno                 |
| Sakamoto         | Minoru Shiraishi             |
| Misato Tachibana | Chika Horikawa               |
| Kōjirō Sasahara  | Yoshihisa Kawahara           |

#### Musik
Der Vorspann der Serie ist mit dem Lied Hyadain no Kakakata☆kataomoi-C (ヒャダインのカカカタ☆カタオモイ-C)" von Hyadain (Pseudonym des Komponisten und Musikers Ken’ichi Maeyamada) unterlegt, der sowohl den männlichen als auch den weiblichen Gesangspart als Hyadaruko übernimmt. Die gleichnamige Single soll am 27. April 2011 veröffentlicht werden und enthält neben mehreren Versionen des Vorspannlieds noch Choose me feat. Sasaki Sayaka. Sayaka Sasaki singt auch das Abspannlied der Serie, Zzz, das am 25. Mai 2011 als Single veröffentlicht werden soll.
Der 2. Vorspann läuft mit dem Lied „Hyadain no Jōjō Yūjō“ (ヒャダインのじょーじょーゆーじょー / Hyadain's Amazing Friendship?), welcher auch von Hyadain ist. Er wird in folgenden Episoden genutzt: 14–16, 18–23, 25
Die begleitende Hintergrundmusik der Serie wurde von Yūji Nomi komponiert.

### Computerspiel
Ebenfalls auf dem Titel aufbauend ist das PlayStation-Portable-Spiel Nichijou: Uchūjin (日常（宇宙人）). Dieses wurde von Kadokawa Games entwickelt und erschien am 28. Juli 2011.